# LGP2
LGP2‏ (DExH-box helicase 58) هوَ بروتين يُشَفر بواسطة جين LGP2 في الإنسان.